# Kiril Nikolovski
Kiril Nikolovski (in macedone Кирил Николовски?; Skopje, 9 giugno 1988) è un cestista macedone.

## Palmarès
- Campionato macedone: 4

MZT Skopje: 2012-13, 2013-14, 2014-15
Rabotnički Skopje: 2017-18
- Coppa di Macedonia: 1

MZT Skopje: 2013